# روبرت ويليام الكسندر
روبرت ويليام الكسندر (بالإنجليزية: Robert William Alexander)‏ هو كاتب أيرلندي، ولد في 21 نوفمبر 1905 في دبلن في جمهورية أيرلندا، وتوفي في 17 ديسمبر 1979.